# Morengo
Morengo [moˈrɛŋɡo , moˈreŋɡo] (Morèngh [moˈɾɛŋk] in dialetto bergamasco) è un comune italiano di 2 476 abitanti della provincia di Bergamo in Lombardia. Dista circa 19,2 chilometri da Bergamo, circa 7 chilometri da Treviglio e 39,5 chilometri da Milano. Il territorio comunale si estende su una superficie di 10,28 chilometri quadrati e appartiene alla Bassa Bergamasca.

## Storia

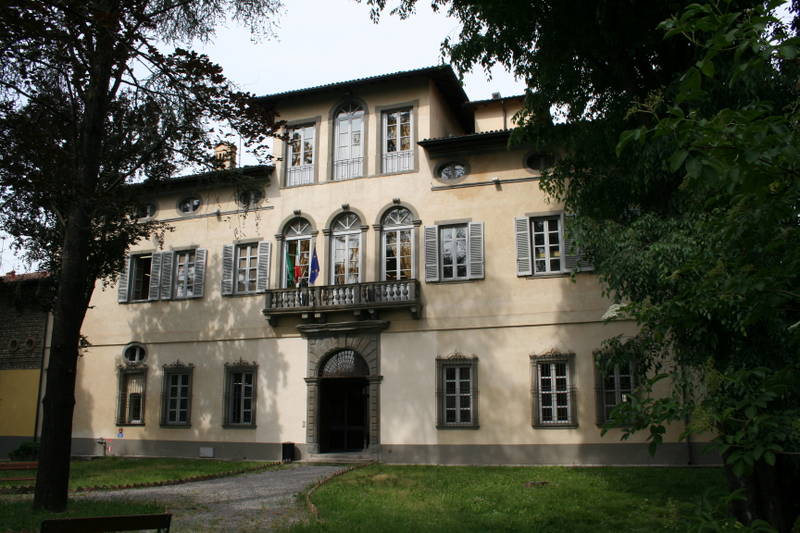
Palazzo Giovanelli, sede del Comune di Morengo.

### Origini
Pochi reperti preistorici, una lametta e un raschiatoio in selce, rinvenuti in Campo San Martino (un'area comunemente indicata con il nome di "Morti di San Martino") lasciano intendere che i primi insediamenti umani si trovavano nella zona a nord ovest dell'abitato, e che erano legati ad un'industria litica. Tale collocazione non è affatto casuale, ma appartiene la più ampio contesto di organizzazione del territorio in età preistorica, regolata dagli assi fondamentali su cui si muoveva la pastorizia transumante. Secondo le ipotesi più recenti infatti la bassa bergamasca era attraversata fin dall'età preistorica da vie lungo le quali avvenivano nelle stagioni intermedie lo spostamento delle greggi dalla pianura, ossia dall'area cremonese e piacentina, alla collina e alla montagna, cioè alla fascia ai piedi di Bergamo e alle sue spalle, verso i pascoli della Maresana e del Canto Alto. Questi sentieri pastorali avevano nell'area di Morengo una zona di attraversamento molto importante, collocata esattamente sul percorso che da Crema, attraverso Mozzanica e Bariano, raggiungeva Morengo e proseguiva per Cologno, Urgnano e Zanica fino alle soglie dei colli di Bergamo da dove poi ritornava per pascoli collocati a quote più alte. Non è improbabile che il territorio di Morengo fosse anche luogo di sosta per le greggi, poiché la fortunata presenza in esso di risorgive ne rendeva fertile la terra e ricca la produzione di erba, mentre la non lontana presenza del fiume Serio, verso est, doveva costituire un'allettante circostanza per greggi e pastori. C'era poi un ulteriore asse di frequentazione protostorica, soprattutto nel tratto compreso fra Ghisalba e Morengo. Le due località infatti presentavano dei "guadi" del fiume che dovevano costituire importanti tappe lungo le vie di comunicazione. Su queste direttrici fondamentali, l'una più pastorale terrestre, l'altra fluviale, si è dunque costruita l'organizzazione del territorio e su di essa si è fondata il suo iniziale sviluppo economico.

### Villa romana
Il territorio ha avuto una fase di rinnovata importanza verso la fine del III secolo a.C. quando Roma fonda le due colonie di Cremona e Piacenza, quest'ultima collegata con il nord Italia tramite la via Emilia e poi con la sua "continuazione" che si riallacciava proprio con l'asse Bergamo- Crema. Ed è proprio quell'asse ad essere protagonista della prima centuriazione romana praticata a partir dall'89 a.C. A seguito della centuriazione lo sfruttamento del territorio deve essere stato sistematizzato, così da fare di Morengo un'area tipicamente agricola. Numerosi ritrovamenti archeologici sempre di età romana, ma cronologicamente successivi, fanno ritenere proprio che la zona fosse sottoposta ad un intenso sfruttamento agricolo di cui resta traccia nelle numerose ville diffuse in tutta l'area a sud-est di Bergamo. Ghisalba, Cologno, Bariano — per prendere i centri più vicini — e la stessa Morengo hanno sicuramente ospitato delle ville di età imperiale che hanno avuto proprio il compiti di sfruttare le non poche risorse naturali del territorio. Per quanto riguarda Morengo alcuni ritrovamenti archeologici indicano l'area nord-ovest del paese come la più probabile per la collocazione di un'unità produttiva. La maggior parte dei reperti (frammenti di tegoloni, tegole curve usate nella canalizzazione dei ninfei, tessere di mosaico colorate, frammenti di intonaco dipinto, pezzi di piombo e di ferro) proviene infatti da Campo San Martino dove appunto «una prospezione di superficie fece rilevare l'esistenza di estese tracce insediative romane riferibili verosimilmente ad una villa…»
La frequentazione romana di Morengo è stata dunque intensa e importante, probabilmente legata ad attività agricole e forse anche pastorali, ma anche relativa al guado del Serio, poiché anche Carpeneto (la zona abitativa che si affacciava sul fiume Serio) è stata sede di ritrovamenti romani, e quella zona era congiunta a Campo San Martino da una via su cui confluivano sia la direttrice Bergamo-Crema, sia quella trasversale Brescia-Milano. In altri termini la villa romana di Morengo probabilmente aveva il suo centro sull'area rialzata di Campo San Martino e si estendeva dai confini di Castel Liteggio a nord-ovest fino al guado di Carpeneto sul Serio verso est. Sicuramente comprendeva edifici illustri in zona Campo San Martino, dove sono stati infatti rinvenuti molti frammenti di intonaco dipinto, della ceramica raffinata e possibili tracce riferibili ad un ninfeo. Tra tutti questi ritrovamenti è importante ricordare anche il "tesoretto" che attualmente è conservato presso il Museo Archeologico di Bergamo. Si tratta con molta probabilità di un piccolo "ripostiglio" di monete collocabile cronologicamente intorno al II secolo dopo Cristo. La vicenda del ritrovamento di questi reperti è significativa: nel 1958 in località Campo Boschetto furono ritrovate durante l'aratura dei campi alcune monete sotto una sorta di strato di cenere, identificabile con i resti dell'involucro di legno che le conteneva. Le monete giunte sino a noi sono 64, cui se ne sono aggiunte altre 56 recuperate nel 1979 nello stesso luogo dopo un paziente lavoro di setaccio del terreno. Dunque almeno da questi ritrovamenti si può dedurre che fino alla fine del II secolo d.C. qualcuno in questa zona "tesaurizzava" monete per le ragioni più disparate.

### Alto Medioevo

#### Il nome Morengo
Il nome antico di Morengo, identificabile prevalentemente nella forma Mauringo, compare per la prima volta nell'anno 963 d.C. in un diploma dell'imperatore Ottone I, il quale dona al vescovo di Bergamo, Olderico, un gruppo di terreni situati in varie zone della bergamasca, terreni già appartenuti, specifica il documento, al re Berengario e a sua moglie Villa. È dunque corretto affermare che l'abitato di Morengo esiste a partire almeno dalla seconda metà del IX secolo. Circa l'origine del nome, gli studiosi hanno sempre concordato sulle sue radici longobarde, garantite dalla terminazione -ing (trasformato in -eng) molto frequente in tutta la Lombardia e riferimento sicuro ad un "podere" ad un'estensione territoriale di proprietà di qualche personaggio importante di epoca romana. Nulla quindi impedisce di interpretare il nome "Mauringo" come "Il podere di Mauro", che potrebbe essere ad esempio il proprietario della villa romana citata precedentemente.

#### Anno mille tra vescovi e monaci
Nel 1047 l'imperatore Enrico III «conferma e restituisce al vescovo di Cremona Ubaldo la decima di Morengo, pertinente alla plebe di Fornovo» e già in precedenza usurpata a quel vescovo dall'arcivescovo di Milano. Dunque dal territorio di Morengo proviene alla metà dell'XI secolo una decima della curia di Cremona, mentre fin dalla fine del secolo precedente lo stesso territorio era stato donato da un altro imperatore alla curia di Bergamo. Si temevano già dei contrasti tra i due episcopati confinanti, visto che nessuna delle due carte specifica alcunché sui confini di queste donazioni, quando tra i due "litiganti" si inserisce persino un terzo potente istituto ecclesiastico: infatti nel 1095, in un privilegio del papa Urbano II al monastero francese di Cluny, è elencato tra i possessi cluniacensi nella bergamasca «il monastero di San Giacomo di Pontida con le sue pertinenze di Prezzate, Medolago, "Portiziana", Morengo». Morengo è forse individuato come luogo degno di grande attenzione perché dotato di acque risorgive, preziosissime per le coltivazioni, perché situato all'interno di una rete di viabilità sempre più importante, all'incorcio di strade che mettevano in collegamento la bassa pianura Padana con Bergamo e infine perché situato vicino ad un luogo di comodo attraversamento del Serio per chi da Brescia e Venezia doveva muoversi verso Milano.

#### XII secolo: Castel Morengo
Nel XII secolo i diversi interessi del vescovado di Cremona e dell'abbazia di Pontida nel territorio di Morengo danno luogo a una aperta ostilità fra i due istituti, mentre per il momento la curia di Bergamo si defila dalla contesa dando tutti i suoi possedimenti al monastero cluniacense. Nel 1144, infatti, per ordine diretto del papa Lucio II, il vescovo di Novara di nome Litifredo viene incaricato di stabilire una volta per tutte i limiti dei confini e delle proprietà dell'episcopato di Cremona e dell'abbazia di Pontida nel territorio di Morengo così da porre fine alla lite. Litifredo stabilisce che il priore di Pontida debba cedere al vescovo di Cremona la chiesa di San Martino con i suoi possedimenti vecchi e nuovi. Inoltre rende a Cremona la quarta parte delle decime «tranne quelle delle terre che i monaci coltivano per proprio conto, così come impone l'autorità della chiesa di Roma, e in totale tutti i diritti tanto temporali quanto spirituali» su quella chiesa. Per quanto riguarda invece la chiesa di San Salvatore il priore di Pontida deve cederne al vescovo di Cremona soltanto i diritti spirituali, mentre questi doveva restituire al priore i diritti temporali perché già da quarant'anni questa chiesa era nel possesso spirituale del vescovo di Cremona mentre il priore di Pontida ne possedeva il potere temporale. Attraverso questi avvenimenti di carattere e interesse economico è possibile comprendere la conformazione del borgo di Morengo in quegli anni che appare come chiuso da mura in cui si aprono almeno due porte di accesso, una rivolta verso occidente, ossia verso Pagazzano e Treviglio e l'altra rivolta verso settentrione, cioè verso Bergamo. Morengo viene presentato come un vero e proprio "castello" come viene ricordato in una bolla pontificia del 1186.

### Medioevo

#### Secoli XIII e XIV: i feudatari
Con il XIII secolo si apre per Morengo l'epoca feudale che durerà per un lungo periodo dall'inizio dell'XI secolo fino al XX secolo inoltrato. La divisione della proprietà del territorio fra il vescovo di Cremona e il monastero di Pontida, non è l'unica ragione di conflitti legati al possesso dei territori del borgo. Infatti a partire da questo secolo diversi rappresentanti di importanti famiglie nobili, non solo bergamasche ma anche forestiere, si riterrano in vari modi beneficiari del "Castello" di Morengo e faranno uso di questa proprietà con la disinvoltura del feudatario che sfrutta, vende, cede, dona case e terreni, ecc. I "passaggi di mano" del borgo in quel periodo furono numerosi: il primo risale al 1222 quando il feudo vien ceduto da parte di un Giovanni di Bariano ad un altro di nome Alberto. Nello stesso anno, però, avviene un fatto estremamente importante in affti, il castello di Morengo che in qualche modo faceva parte del feudo della famiglia Codedferri di Solto, viene da questa donato alla città di Bergamo.

#### Comune di Morengo sotto la "speciale protezione" dei Visconti
Il XIV secolo è caratterizzato dalla citazione nello statuto bergamasco del 1331 di Morengo come "comune", insieme a quello di Carpeneto. Questo risulta vero in quanto nello stesso statuto si determina l'unificazione dei due "comuni" di Morengo e Carpeneto la cui denominazione diventa "di Carpeneto e di Morengo". Ma la questione storica non riguarda la consistenza della comunità bensì la sua presunta autonomia, che risulta in realtà presto fortemente penalizzata poiché Morengo e Carpeneto vengono sottoposti ad una sorta di "sorveglianza speciale" da parte dei Visconti già nel 1341 quando Giovanni e Luchino Visconti, eredi e successori di Azzone Visconti sottopongono Morengo ad un controllo diretto dei Visconti. Il documento sopracitato parifica di fatto Gian Galeazzo Visconti e sua moglie Caterina a dei veri e propri nuovi feudatari di Castel Morengo, il cui ruolo di "comune" è forse più formale che sostanziale. Sarà solo sotto il dominio veneto che Morengo avrà «il podestà nominato dal vescovo e ,più tardi, con diritto di conferma da parte della famiglia Giovanelli». Dopo i Codeferri, i Visconti si presentano per Morengo come proprietari oltre che dell'abitato anche di un prezioso canale di irrigazione che giunge fino a Bergamo.

#### Medioevo: un canale per Caravaggio
La citazione della Morla richiama il tema della presenza nel territorio di Morengo di un gran numero di canali che convogliano e distribuiscono nel terreno l'acqua risorgiva proveniente dai fontanili di Morengo. Si tratta di una presenza importantissima, che ha sicuramente determinato la fortuna agricola del territorio e che ha anche condizionato la storia, poiché ha provocato in buona parte l'enorme interesse feudale intorno al Castello di Morengo. Tale presenza di acqua ha sollecitato l'attenzione anche di paesi vicini, magari più importanti economicamente ma non dotati della fortuna naturale di trovarsi sulla linea dei fontanili. Ne abbiamo traccia documentata in una carta del 29 gennaio 1320 in cui il priore del monastero di Pontida, proprietario di terreni nell'area di Morengo, autorizza "Consoli e Sindaci" del borgo vicino di Caravaggio a costruire un "vaso o acquedotto" che porti l'acqua dalla terra della Morla per alimentare il borgo di Caravaggio.

#### Mercato di Morengo
Il vescovo Giovanni Barozzi dichiara nel 1461 che nella terra di Morengo si tiene un mercato grazie a una concessione di un duca di Milano fatta nel 1395. Tale concessione viene rinnovata dopo l'anno 1419 ad Antonio e Cecco Guastafamiglia. A causa di guerre di incursioni di soldati il suddetto mercato viene disturbato e persino impedito, cosicché questo paese di Morengo, situato tra il territorio cremonese e quello della Gera d'Adda, in pianura, resta per la maggior parte spopolato e continuamente devastato, e per questa ragione i suoi abitanti e coloni subiscono gravi danni. Per rimediare a questi danni non resta altro che confermare il predetto mercato e fare in modo che sia conservato in tempo di pace. Nel 1428 il podestà di Bergamo Francesco Foscari verifica che in effetti questo mercato riesce molto utile sia alla città di Bergamo che al suo territorio, poiché vi confluisce molta biada della Gera d'Adda e delle terre circostanti. Alcune persone gli riferiscono che il mercato deve essere collocato per legge oltre 12 miglia dalla città, come avviene per quelli di Martinengo e di Romano che sono lontani, e infatti Morengo dista 14 miglia da Bergamo dunque la sua fiera non è dunque la sua fiera non è dannosa per quella città. Per questa ragione in data 23 agosto 1428 viene ufficialmente riconfermata la possibilità di tenere questo mercato.

### Tra Cinque e Seicento

#### Dominio del Podestà
Per tutto il XVI secolo e buona parte del XVII la proprietà di Castel Morengo e del suo territorio resta divisa fra la mensa vescovile di Bergamo e le Procuratie di Venezia. La Repubblica Veneta, che dal 1513 estende definitivamente il suo potere sulla bergamasca, conferisce al territorio un nuovo ordinamento amministrativo dividendolo nelle 14 "quadre" che lo occupano interamente. Ma Morengo, che apparterrebbe territorialmente alla "Quadra di mezzo", insieme ad altri pochi comuni (Romano, Martinengo, Malpaga e Cavernago) gode di una situazione amministrativa particolare. Morengo è retta infatti da un "podestà nominato dal vescovo", caso unico nell'intera bergamasca. Dunque pur rientrando nel territorio di influenza veneta, Morengo costituisce di fatto un'isola autonoma, nella quale il vescovo di Bergamo nomina un suo "uomo di fiducia" per la gestione amministrativa. La zona è quindi anche esentata da oneri fiscali, per antichi privilegi viscontei confermati dalla Serenissima, e gode anche di assoluta indipendenza nell'amministrazione della giustizia sia civile che "criminale". La conferma di questa ampia autonomia arriva dalla relazione che il capitano Giovanni Renier, rettore veneto di Bergamo, manda il 21 settembre 1599 a Venezia. Nel 1602, inoltre, viene confermato dalla Repubblica il privilegio del vescovo di Bergamo di eleggere a Morengo un "podestà", figura di cui si lamenta nel successivo 1633 lo scarso impegno nel provvedere al controllo del Fosso Bergamasco, il canale che funge da confine del territorio veneto e che scorre non lontano dall'abitato di Morengo, verso Pagazzano. La figura del podestà quindi, non riveste solo un ruolo formale ma comporta doveri precisi relativi al controllo e alla salvaguardia del territorio, di cui pare uno dei principali responsabili. In sostanza l'amministrazione del territorio di Morengo, per tutto il Cinquecento e parte del Seicento viene dunque esercitata dalla mensa vescovile di Bergamo, secondo modalità ancora di stampo feudale. L'atteggiamento della popolazione in merito a questa situazione è comprensibile da due episodi svoltisi nei primi del Seicento che presentano però un orientamento abbastanza contraddittorio. Il 12 maggio 1602 gli abitanti del paese aggrediscono 25 spagnoli e ne uccidono uno. È un fatto grave che fa allertare immediatamente lo stesso podestà di Bergamo il quale si prepara a difendere Morengo da un eventuale attacco spagnolo di ritorsione. Contemporaneamente vengono mandati in paese due autorevoli cittadini bergamaschi, Ludovico e Pietro Giorgio Benaglio con lo scopo di placare gli animi e di impedire «quale sinistro pensiero di male operare». L'episodio potrebbe interpretarsi come un'esplosione antispagnola da parte degli abitanti di Morengo, che dunque potrebbero aver coltivato legami con il potere veneziano, ma non è così. Infatti verso la fine dell'aprile 1606 il curato di Morengo, che doveva essere destinato alla cura della chiesa di San Salvatore dalla curia di Cremona faceva affiggere alla porta della chiesa la bolla di scomunica emanata dal pontefice Paolo V contro Venezia, la cui pubblicazione nel proprio territorio era stata proibita dalla Serenissima. Il gesto del curato morenghese costituisce dunque una palese disobbedienza alle direttive veneziane da parte di un sacerdote che non appartiene al clero bergamasco, il quale invece nella grandissima maggioranza obbedì agli ordini della Repubblica, seguendo l'esempio del vescovo. L'episodio si conclude con l'intervento del cavalier Francesco Rivola, cui era affidata la guardia della chiesa, e che supponiamo essere un cittadino di Morengo, il quale toglie dalla porta della chiesa la bolla papale.

#### Ricca contea di Morengo
Alcune testimonianze comprese in questo periodo ci informano sull'ottimo stato di salute economico del territorio di Morengo e quindi non c'è da stupirsi del fatto che la mensa bergamasca mantenga da allora in poi saldamente nelle proprie mani la sua parte di possesso della "Contea di Morengo". Una serie di documenti confermano la ricchezza del territorio infatti sotto il profilo agricolo qui c'erano ampie coltivazioni di viti da cui si produceva vino, presente in quantità talmente levata da consentirne persino l'esportazione.

#### Vita quotidiana
Gli abitanti, in numero di 250 alla fine del XVI secolo, di cui solo 100 "utili" sono sempre degli "infeudati" e da una serie di documenti è possibile sapere che vissero in precarie situazioni economiche e in condizioni di sudditanza. Nel 1589 un camparo di Romano con il compito di controllare le rive del Serio cattura un tale «Zampiero Rusconi da Morengo, abitante a Bariano» che sta rubando i rami dei salici piantati lungo il fiume. Con quei rami sottili ma robusti ed elastici si realizzavano all'epoca delle ceste, utilissimi strumenti da lavoro per i contadini o comodi contenitori di uso domestico. Ma come è noto, nulla della proprietà feudale può essere usato dagli abitanti senza autorizzazione dei padroni, tanto meno il legno o i rami degli alberi, pena gravi ritorsioni da parte dei feudatari, e il povero Zampiero non fa eccezione a questa dura regola. Su di essa è imperniato il celebre film di Ermanno Olmi L'albero degli zoccoli, ambientato proprio nella pianura bergamasca in un'epoca compresa tra la fine dell'Ottocento e i primi del Novecento, quando quella norma ancora in vigore condanna (nella storia cinematografica) all'esilio dalla propria casa un'intera famiglia il cui padre si era reso colpevole del "furto" di un albero con cui realizzare gli zoccoli al figlio. D'altra parte che gli alberi costituiscano da sempre fonte di ricchezza è un fatto noto, soprattutto qui a Morengo che si è letteralmente sviluppata ai margini di una grande estensione boschiva secolare. Le macchie di carpini e soprattutto di roveri, dal legno robusto adatto alle grandi costruzioni, attirano l'attenzione persino del capitano di Bergamo Bernardo Tiepolo che nel 1563 impone a Morengo la fornitura di tronchi di legno per la costruzione delle mura venete di Bergamo. Nella vita quotidiana gli abitanti di Morengo, alla durezza della sudditanza civile devono essersi certamente aggiunti anche tutti quegli elementi di incertezza e di pericolo che hanno funestato l'esistenza nei secoli passati, come le carestie, le pestilenze e le violenze climatiche, sotto forma di tempeste, gelate e inondazioni. Nel territorio all'epoca era anche levato il numero delle bestie avvistate, ree forse particolarmente aggressive dalla scarsità di cibo. Certo la presenza di bestie quali i lupi lì dove ci sono dei boschi non è inconsueta e in realtà quelle bestie devono aver vissuto a lungo nei dintorni delle case di Morengo, tanto da far guadagnare ai loro abitanti il nome di còop luf de Morengh ("ammazzalupi") ancora nel XX secolo, quando nel paese continuavano le battute di caccia al lupo. Oltre alle eventuali pestilenze, sicuramente il paese deve aver affrontato "grandine e tempesta", come sostiene Francesco de Albano per giustificare il ritardo nel pagamento del suo fitto al convento di Pontida nel 1519 per delle terre in Morengo, e infine deve aver subito tante piene del Serio dato che in passato erano frequenti e pericolose.

### Famiglia Giovanelli
È il 16 novembre 1668. Giovanni Andrea e Carlo Vincenzo, rispettivamente zio e nipote della famiglia del "baroni" Giovanelli, acquistano dalle Procuratie veneziane di San Marco la metà della Contea di Morengo e Carpeneto. La restante metà resta in possesso del vescovo di Bergamo. I Giovanelli sono originari di Gandino, in val Seriana, dove fin dal XV secolo operano nella produzione e nella distribuzione tessile, laniera in particolare. Quella città aveva già da allora nel settore un ruolo di primo piano, che nei secoli diventerà un autentico predominio di cui i Giovanelli sono protagonisti insieme ad altre famiglie locali come Radici, Testa, Fiori, Spampati e altre. La famiglia, insieme alla ricchezza materiale che le proveniva dalle attività mercantili, insegue anche il sogno di un titolo nobiliare, che viene conquistato con lenta perseveranza. Infatti è grazie all'imperatore Rodolfo II che i Giovanelli fanno il primo passo della loro scalata araldica, e da allora in avanti devono essere "per nobili tenuti" come quelli veri che hanno quattro avi paterni tutti nobili. La loro partecipazione è relativa alla nobiltà bergamasca, cui per il momento vengono iscritti con la dotazione di uno stemma. Venezia tutelava ampiamente la produzione tessile, che alla fine fa registrare ottimi introiti anche per le casse della Serenissima. La Repubblica infatti, ed esempio, proibisce ai forestieri di far scendere nelle pianure bergamasche le loro mandrie di pecore, lasciando il pascolo alle sole bestie di proprietà locale. Ugualmente i negozianti d lane cercano di penalizzare con aumenti di prezzo la vendita di panni esteri, per sollecitare quella di stoffe locali. Tutto l'apparato economico insomma contribuisce alla tutela e allo sviluppo di una produzione, quella laniera appunto, che comporta un arricchimento generale della provincia bergamasca e la possibilità di molti posti di lavoro. Sicuramente in questo contesto economico i Giovanelli devono aver preso contatti diretti con al Serenissima, così da giungere all'acquisto da essa direttamente della florida contea di Morengo nel 1668, lo stesso anno in cui passano dalla nobiltà bergamasca a quella veneziana. Pochi anni dopo i Giovanelli hanno l'onore di ritrovarsi parenti del pontefice Innocenzo XI, salito al soglio nel 1676, la cui nonna materna era Giulia Giovanelli, di Gandino. Nel XVIII secolo la produzione laniera bergamasca fa registrare qualche cedimento a causa di politiche sfavorevoli ai prodotti locali e all'importazione di lane provenienti da altre regioni meno pregiate ma concorrenziali nel prezzo. Tuttavia le fabbriche gandinesi continuano a prosperare e quelle Giovanelli in particolare cominciano a produrre richiestissime uniformi militari. Per tutto il secolo la famiglia è sotto l'ala protettrice della Serenissima: nel 1737 il doge Alvise Pisani commina pene pecuniarie a tutti coloro che usurperanno in qualsiasi modo i loro beni immobili ed in particolare quelli in Morengo.
Sono questi anni di grande prosperità economica e di potenza politica. Il titolo di "Conti" è una grande conquista per i Giovanelli, che tengono moltissimo ad esso tanto da chiederne il rinnovato riconoscimento all'indomani delle rivoluzioni napoleoniche in Italia. Infatti nell'Archivio Giovanelli si conserva la minuta di una "supplica" al Governo di Milano, per il mantenimento del titolo nobiliare.

### Verso la fine del Seicento
Grazie a due testimonianze di fine Seicento, una scritta e l'altra grafica, possibile comprendere che il paese al momento del suo passaggio ai Giovanelli era ricco e tranquillo, con una fisionomia ancora medievale e, nonostante le difficoltà oggettive, una popolazione quantitativamente in crescita. È inedito il dato dei 650 abitanti e probabilmente comprensivi dei residenti nelle numerose cascine sparse nel territorio. Quanto alla conformazione del borgo, esso sarebbe «…un Castello cinto di mura con una porta sola…» ed è lo stesso raffigurato nella mappa realizzata nel 1681 dall'agrimensore Domenico Marzucchi per conto dei Giovanelli. Al di là della probabile esemplificazione geometrica che fa sembrare perfettamente rotonda la terra circondata dal fosse, la mappa mostra chiaramente alcune parti di un castello dalla merlatura ghibellina cui si accede tramite un ponticello il quale conduce ad una porta di ingresso, forse quella ancora esistente vicino al municipio. A sud del castello è collocato un edificio da lavoro, dal profilo di cascina, con vani-deposito ed altri vani-alloggio chiusi: ad essa devono aver fatto capo le attività dell'area compresa entro il fossato evidentemente destinata anche all'agricoltura. Di fronte al castello, al di là del fosso che attraversa la terra di Morengo, c'è la chiesa parrocchiale. Questa è l'ultima "visione" ancora medievale del paese: già all'inizio del XVIII secolo i Giovanelli aprono una nuova stagione di ristrutturazione che porterà all'abbattimento di buona parte del castello, all'edificazione ex novo del loro Palazzo dei residenza e alla ristrutturazione della parrocchiale.

### Settecento: la vita quotidiana degli abitanti
Nel Settecento fra le voci delle entrate, la più consistente è quella relativa ai pagamenti dei fitti, sia dei massari, sia di altri lavoranti, come ad esempio l'oste del paese, che nel 1765 è Giuseppe Rossini, o il molinaro Giacomo Imberti, o il fornazaro Ludovico parino. Tutti dunque quale sia l'attività svolta in paese, devono versare la loro quota di "affittanza" ai conti feudatari, i quali esercitano non solo i loro diritti di proprietà sulla produzione ma anche un vero e proprio monopolio sulle vendite di tabacco, sale, acquavite, polvere, carte da gioco e ossi di balena. È ovvio però che i proventi vengono divisi con il vescovo di Bergamo. Tra i massari che pagano il loro fitto ci sono quelli della cascina Favorita e quelli del Maldosso, spesso più di uno contemporaneamente e con gli stessi cognomi, segno che nelle cascine vivevano interi nuclei familiari. Fra le derrate prodotte dai campi di Morengo ricordiamo segale, avena, vino bianco, legumi, orzo, fieno e semenze varie. Rispetto alla gente di Morengo i Giovanelli sembrano essere stati dei feudatari generosi e saggi, per aver provveduto alle necessità di tutta la comunità in vari modi. Mensilmente sono pagati dei sacerdoti per celebrare messe, sia nella parrocchia — dunque ad uso comune — sia nella privata chiesa di Loreto.
I Giovanelli, con il vescovo di Bergamo, finanziano una scuola frequentata dai ragazzi del paese, figli dei loro affittuari e infine non fanno mai mancare un contributo economico alle ragazze che si sposano: quasi mensilmente infatti compaiono "elemosine per il collocamento" delle giovani.
I Giovanelli non mancano mai di retribuire i morenghesi per i lavori particolari come quello di "spredare" i campi, lavoro specificatamente femminile. Nel 1797 pagano persino uno speciale intervento per la sicurezza degli abitanti «…pagati per spese fatte in otto giorni che furono costì n. 12 Dragoni Francesi mandati dalla municipalità di Bergamo per arrestare alcuni ladri e cingari (cioè zingari) che si trovavano in codeste cascine e questa spesa sormontando di più del convenuto come da Poliza in filza, e cioè per le due terze parti della metà…» Siamo in regime rivoluzionario ma gli zingari fanno paura. In condizioni di particolare privilegio sembrano trovarsi gli amministratori dei beni Giovanelli in Morengo poiché spesso si registrano per loro delle spese straordinarie. Insomma sono padroni generosi, i Giovanelli, ma pur sempre padroni, cui non si dimentica mai di rendere grazie per le "elemosine" e per la loro "bontà e carità". Ma la loro protezione non tutela i morenghesi da altri problemi, variamente documentati. Il 14 novembre 1793 il bosco di Morengo viene distrutto da un furioso incendi, che immaginiamo doloroso per le finanze del paese.

### Ottocento

#### Aumenta la popolazione
Nel 1805 sono contati 908 abitanti, saliti a 1079 nel 1816, a 1802 nel 1858, e giunti a 1128 circa all'epoca dell'unità d'Italia. Evidentemente nonostante la situazione politica generale tormentata del nostro Ottocento, per il paese di Morengo continua la prosperità economica che è stata registrata nei secoli passati. Sappiamo che a Morengo si allevano bachi da seta e conosciamo dalle mappe l'ubicazione del suo mulino, dunque questo tipo di descrizione si adatta perfettamente alla realtà del paese, che fa parte del XIX secolo del III Mandamento più tardi chiamato, insieme ad una parte del territorio di Treviglio, "Geradadda" dal nome latino della zona Glarea Abduae.
S'intende che la prosperità che interessa Morengo in questo periodo non investe la popolazione del paese, sempre costretta a versare nelle casse dei proprietari buona parte del raccolto e le "fittanze" per i campi e le abitazioni. Pur non potendo parlare di "feudalità" in senso stretto, abolita come è noto dopo la Rivoluzione francese, non si registrano mutamenti sociali sostanziali nel paese: per tutto il secolo la proprietà dei Conti Giovanelli perdura ininterrottamente insieme a quella della mensa vescovile nei modi consolidati nel secolo precedente, stendendo sulla vita della gente un'ala protettrice ma probabilmente anche soffocante, che impedisce agli abitanti qualunque modificazione del proprio status economico e sociale. La insofferenza per questa situazione si concretizzerà alla fine del secolo in una massiccia e dolorosa emigrazione da Morengo verso Paesi d'occidente.

#### Parroco sì, parroco no
Nasce qualche dissapore, dopo una più che centenaria coabitazione feudale, fra la casa Giovanelli e la curia di Bergamo. Mentre infatti nel 1856 risulta che per il mantenimento della parrocchia i Conti provvedono con una cifra doppia rispetto a quella della curia, nel 1885 i Giovanelli abbandonano il sostentamento della chiesa. Le ragioni sono in «un alterco sullo stemma vescovile che la casa Giovanelli non voleva si apponesse sulla porta maggiore della chiesa, rinunciò a qualsiasi suo diritto, e la spesa restò tutta a carico della Fabbriceria». Questa istituzione comprende numerosi abitanti, probabilmente fra i più autorevoli e i pochi «possidenti. Ad essa è affidata l'amministrazione della chiesa e, pur non avendone alcun diritto, spesso essa interviene nella questione della nomina del parroco, uno dei "problemi" più dibattuti nel paese, fonte anche di chiacchiere e di pettegolezzi. Per diritto feudale il parroco deve essere indicato dalla famiglia Giovanelli e poi confermato dalla curia di Bergamo, ma nella realtà almeno fin dal 1837, ogni volta che per varie ragioni manca il sacerdote viene bandito un "concorso" per la Parrocchia mercenaria vacante infrascritta di Mons. Vescovo: Morengo SS. Salvatore.» Qualunque religioso può accedere all'incarico purché abbia certificati «di nascita, di confessione, di mortalità». Nel 1894 è la Prefettura di Bergamo ad emanare un altro tipo di avviso, che chiede di farsi avanti a chiunque ritenga di avere diritti sulla nomina. La nomina del 1894 è stata certamente una delle più travagliate della storia di Morengo. Infatti nell'Agosto di quell'anno i parrocchiani inviano una supplica al vescovo «e fanno voti unanimi… perché venga eletto nuovo Parroco il benemerito loro Economo Spirituale… don Cesare Comotti». Naturalmente le beghe degli abitanti di Morengo — che non hanno alcun diritto sulla nomina del parroco — non incidono sulle decisioni della curia che invece, all'inizio dell'anno successivo, si lamenta con l'amministratore di casa Giovanelli, ingegner Marcello Casiraghi, per scorrettezze sulla prassi nella nomina del parroco don Paolo Medici. Pronta nel marzo seguente la replica del Casiraghi che si scusa per aver "sospeso" la nomina e chiede per il parroco anche la carica di cappellano per la Chiesa di Loreto. Solo nel 1895 si mette fine a questo balletto di interessi: il canonico don Federico Berta su incarico del vescovo si reca a Morengo per discuterne con i nuovi proprietari, i responsabili dell'Azienda agricola "S.O.L.E", i quali hanno rilevato la parte dei conti Giovanelli e stabilisce che «quel diritto non esiste più» perché negli oneri relativi al passaggio della proprietà «non si fa alcune cenno di un diritto di nomina del Parroco», diritto che era dei Giovanelli e si è stinto dunque con la vendita della loro parte di proprietà.

#### Morengo e il suo territorio
All'epoca il paese è ormai del tutto rimaneggiato dagli interventi settecenteschi ed è ormai definitivamente perduta la sua configurazione di "Castel Morengo". Nella visita pastorale del 1858 sono indicate le cascine del territorio: sono undici «e quattro delle più lontane un miglio e mezzo circa. Riguardo al disincomodo — dice il parroco — per chi vi è abituato niente affatto». Per nulla d'accordo è invece il suo collega che nella visita elenca la seguenti "Frazioni principali: Carpeneto, Maldosso e Maldossetto, Fragonera, Cantonata, Gerro, Seriana Serianina, lontane un chilometro e mezzo dalla parrocchiale, e certo incomode per i fedeli e per il parroco". D'altra parte già nel 1856 il parroco aveva dichiarato in una sua relazione alla curia che «La Parrocchia di Morengo per il numero delle anime e di otto cassinaggi lontani e dispersi non può a meno di non tenere un coadiutore al quale per non esservi fono la Fabbriceria delle limosine soppiattamente gli assegna lire 60 annue.»

### Simboli
Lo stemma è utilizzato dal comune pur privo di formale decreto di concessione. Il fossato è un chiaro riferimento al Fosso bergamasco, canale difensivo costruito appositamente sotto il dominio della Repubblica veneta, che collegava il fiume Serio all'Adda.
Il gonfalone è un drappo partito di rosso e di bianco.

## Monumenti e luoghi d'interesse
L'antica cinta muraria del borgo è andata completamente distrutta; rimangono solamente alcuni resti murari del fortilizio centrale, ancora visibili presso la corte Giovanelli di San Stae.
Nei pressi della corte sorge il palazzo Giovanelli, sede municipale. Edificato nel 1669 come residenza dell'omonima famiglia, presenta un loggiato ad archi, nonché portali in pietra di Sarnico.
Di fronte all'edificio è collocata la chiesa parrocchiale del Santissimo Salvatore, che risale, nelle sue forme, alla seconda metà del XVIII secolo. All'interno si possono ammirare alcuni dipinti che riproducono opere importanti di scuola veneziana, eseguiti per conto della famiglia Giovanelli.
Infine meritano menzione anche l'oratorio della Santa Casa di Loreto, dove si trova la Madonna Nera, la chiesetta di San Rocco, posta al centro di una rotonda sull'omonima via , si celebrano le benedizioni degli animali e la chiesetta di San Giovanni, posta all'inizio del viale del cimitero, tutti di piccole dimensioni, ma molto caratteristici.

## Società

### Evoluzione demografica
Abitanti censiti

## Amministrazione

### Gemellaggi
- Podensac, dal 2018[11]